# هوريشني بلافني
هوريشني بلافني هي مدينة من مدن أوكرانيا. يبلغ عدد سكانها 52098 نسمة وذلك حسب إحصائيات سنة 2015. تبلغ مساحتها 7.73 كم².